# برقلعة (مقاطعة ديواندرة)
برقلعة (بالفارسية: برقلعه) هي قرية تقع في قسم كولة الريفي (مقاطعة ديواندرة) في إيران. يقدر عدد سكانها بـ 52 نسمة بحسب إحصاء 2016.